# El Arahal
El Arahal är en ort i Spanien.   Den ligger i provinsen Provincia de Sevilla och regionen Andalusien, i den södra delen av landet, 400 km söder om huvudstaden Madrid. El Arahal ligger 118 meter över havet och antalet invånare är 19 248.
Terrängen runt El Arahal är huvudsakligen platt. El Arahal ligger uppe på en höjd. Runt El Arahal är det ganska tätbefolkat, med 65 invånare per kvadratkilometer. Närmaste större samhälle är Morón de la Frontera, 17,7 km sydost om El Arahal. Trakten runt El Arahal består till största delen av jordbruksmark.